# Krivaja (okręg zlatiborski)
Krivaja (cyr. Криваја) – wieś w Serbii, w okręgu zlatiborskim, w gminie Sjenica. W 2011 roku liczyła 8 mieszkańców.